# Frederik Johan van Baer
Pour les articles homonymes, voir van Baer.
Frederik Johan van Baer, Seigneur de Slangenburg (27 juillet 1645 – 15 décembre 1713) est un officier néerlandais au service de Guillaume III d'Orange. 

## Carrière
Il était catholique, et, de ce fait, il ne pouvait pas avoir un poste au gouvernement. Il se tourna donc vers une carrière militaire.
Il se distingua dans l'armée néerlandaise et participa à la Guerre de la Grande Alliance et la Guerre de Succession d'Espagne. 
En 1675, il fut colonel d'un des régiments néerlando-écossais. Il devint major général en 1683, lieutenant-général en 1692 et général en 1704. En 1689, il commanda des troupes à la Bataille de Walcourt. En 1703, il vint au secours d'une situation désespérée à la Bataille d'Ekeren. 
Les relations de de Slangenburg avec John Churchill (1er duc de Marlborough) n'étaient pas bonnes, ce qui conduisit en 1705 au remplacement à son poste par Henri de Nassau-Ouwerkerk, qui avait de meilleures relations personnelles avec le duc de Marlborough.

## Famille et vie privée
Il était le fils de Herman van Baer van Slangenburg (1610–1653) et de Catharina van Voorst (1620–1678). En 1665, il épousa Dorothea Petronella van Steenbergen, qui mourut la même année. Frederik ne se remaria pas.
Van Baer reconstruisit sa maison ancestrale, le "Slangenburg", près de Doetinchem et en fit un château de grande taille, convenant mieux à son statut. Sa femme est représentée dans de nombreux tableaux peints par Gerard Hoet.